# Loriculus vernalis

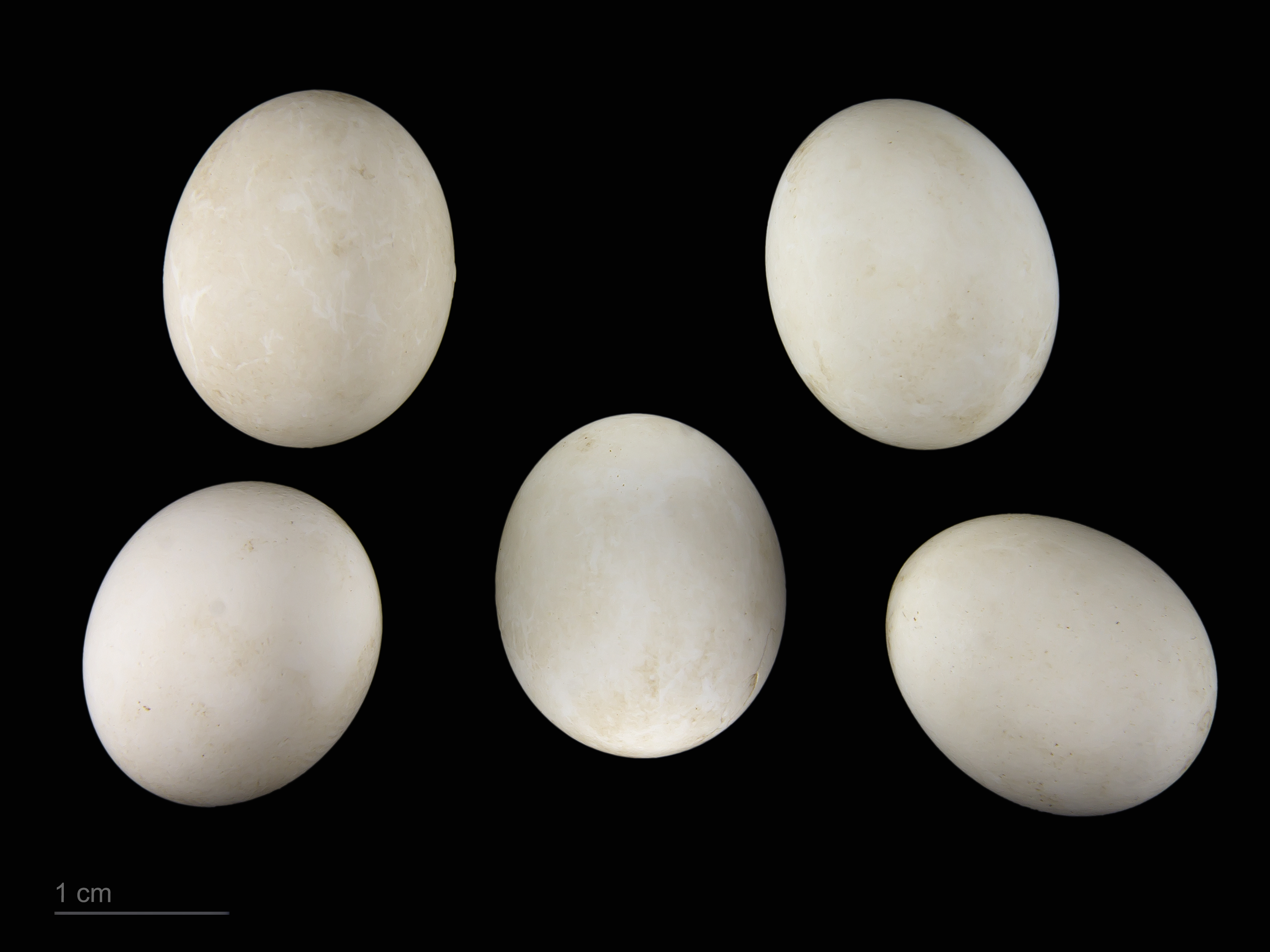
Loriculus vernalis

Il loricolo vernale (Loriculus vernalis Sparrman, 1787) è un uccello della famiglia degli Psittaculidi.